# Lány 100 méteres mellúszás a 2010. évi nyári ifjúsági olimpiai játékokon
A 2010. évi nyári ifjúsági olimpiai játékokon az úszás lány 100 méteres mellúszás versenyszámát augusztus 17. és augusztus 18. között rendezték meg a Singapore Sports Schoolban.

## Előfutamok

### 1. Futam
| H  | P | Név                     | Nemzet                   | Idő     | Mj  |
| -- | - | ----------------------- | ------------------------ | ------- | --- |
| 1. | 4 | Brigitte Rasmussen      | Amerikai Virgin-szigetek | 1:20.38 |     |
| 2. | 3 | Mariana Henriques       | Angola                   | 1:26.96 |     |
| 3. | 5 | Maimouna Boubacar Badie | Niger                    |         | DNS |

### 2. Futam
| H  | P | Név                 | Nemzet                  | Idő     | Mj  |
| -- | - | ------------------- | ----------------------- | ------- | --- |
| 1. | 2 | Taryn Mackenzie     | Dél-afrikai Köztársaság | 1:13.46 | Q   |
| 2. | 5 | Aurelie Waltzing    | Luxemburg               | 1:14.11 |     |
| 3. | 3 | Yin Jing Cheryl Lim | Szingapúr               | 1:14.38 |     |
| 4. | 4 | Mijal Asis          | Argentína               | 1:14.54 |     |
| 5. | 7 | Katarina Đurđević   | Montenegró              | 1:18.21 |     |
| 6. | 6 | Kum Jong Ho         | Észak-Korea             |         | DNS |

### 3. Futam
| H  | P | Név                    | Nemzet     | Idő     | Mj |
| -- | - | ---------------------- | ---------- | ------- | -- |
| 1. | 7 | Emily Selig            | Ausztrália | 1:10.57 | Q  |
| 2. | 3 | Noora Laukkanen        | Finnország | 1:11.73 | Q  |
| 3. | 5 | Tina Meža              | Szlovénia  | 1:13.28 | Q  |
| 4. | 4 | Yvette Man-Yi Kong     | Hongkong   | 1:13.31 | Q  |
| 5. | 2 | Yuliya Litvina         | Kazahsztán | 1:13.55 |    |
| 6. | 8 | Jolien Vermeylen       | Belgium    | 1:13.85 |    |
| 7. | 6 | Ana de Pinho Rodrigues | Portugália | 1:15.31 |    |
| 8. | 1 | Carolina Bergamaschi   | Brazília   | 1:16.42 |    |

### 4. Futam
| H  | P | Név                 | Nemzet        | Idő     | Mj |
| -- | - | ------------------- | ------------- | ------- | -- |
| 1. | 5 | Tera van Beilen     | Kanada        | 1:11.24 | Q  |
| 2. | 6 | Maya Hamano         | Japán         | 1:11.32 | Q  |
| 3. | 3 | Tjaša Vozelj        | Szlovénia     | 1:12.27 | Q  |
| 4. | 1 | Teresa Gutierrez    | Spanyolország | 1:12.75 | Q  |
| 5. | 2 | Lina Rathsack       | Németország   | 1:13.08 | Q  |
| 6. | 4 | Martina Carraro     | Olaszország   | 1:13.09 | Q  |
| 7. | 7 | Evghenia Tanasienco | Moldova       | 1:14.47 |    |
| 8. | 8 | Aurelia Trnovcova   | Szlovákia     | 1:15.99 |    |

### 5. Futam
| H  | P | Név                          | Nemzet      | Idő     | Mj |
| -- | - | ---------------------------- | ----------- | ------- | -- |
| 1. | 6 | Rachel Nicol                 | Kanada      | 1:08.87 | Q  |
| 2. | 5 | Maria Georgia Michalaka      | Görögország | 1:10.77 | Q  |
| 3. | 7 | Urtė Kazakevičiūtė           | Litvánia    | 1:11.67 | Q  |
| 4. | 3 | Olga Detenyuk                | Oroszország | 1:12.68 | Q  |
| 5. | 1 | Chloe Francis                | Új-Zéland   | 1:13.38 | Q  |
| 6. | 2 | Wang Chang                   | Kína        | 1:13.50 |    |
| 7. | 8 | Maria Carolina da Costa Rosa | Portugália  | 1:16.40 |    |

## Elődöntő

### 1. Futam
| H  | P | Név                | Nemzet                  | Idő     | Mj |
| -- | - | ------------------ | ----------------------- | ------- | -- |
| 1. | 4 | Emily Selig        | Ausztrália              | 1:09.84 | Q  |
| 2. | 5 | Tera van Beilen    | Kanada                  | 1:09.93 | Q  |
| 3. | 3 | Urtė Kazakevičiūtė | Litvánia                | 1:11.63 | Q  |
| 4. | 7 | Martina Carraro    | Olaszország             | 1:11.76 | Q  |
| 5. | 6 | Tjasa Vozel        | Németország             | 1:12.28 |    |
| 6. | 1 | Yvette Man-Yi Kong | Hongkong                | 1:12.67 |    |
| 7. | 2 | Teresa Gutierrez   | Spanyolország           | 1:13.15 |    |
| 8. | 8 | Taryn Mackenzie    | Dél-afrikai Köztársaság | 1:13.46 |    |

### 2. Futam
| H  | P | Név                     | Nemzet      | Idő     | Mj |
| -- | - | ----------------------- | ----------- | ------- | -- |
| 1. | 4 | Rachel Nicol            | Kanada      | 1:09.22 | Q  |
| 2. | 5 | Maria Georgia Michalaka | Görögország | 1:10.55 | Q  |
| 3. | 3 | Maya Hamano             | Japán       | 1:10.91 | Q  |
| 4. | 6 | Noora Laukkanen         | Finnország  | 1:11.75 | Q  |
| 5. | 7 | Lina Rathsack           | Németország | 1:12.03 |    |
| 6. | 1 | Tina Meža               | Szlovénia   | 1:12.33 |    |
| 7. | 2 | Olga Detenyuk           | Oroszország | 1:12.68 |    |
| 8. | 8 | Chloe Francis           | Új-Zéland   | 1:13.03 |    |

## Döntő
| H     | P | Név                     | Nemzet      | Idő     | Mj |
| ----- | - | ----------------------- | ----------- | ------- | -- |
| Arany | 3 | Tera van Beilen         | Kanada      | 1:08.59 |    |
| Ezüst | 5 | Emily Selig             | Ausztrália  | 1:09.06 |    |
| Bronz | 4 | Rachel Nicol            | Kanada      | 1:09.18 |    |
| 4.    | 2 | Maya Hamano             | Japán       | 1:10.18 |    |
| 5.    | 6 | Maria Georgia Michalaka | Görögország | 1:10.41 |    |
| 6.    | 8 | Martina Carraro         | Olaszország | 1:10.95 |    |
| 7.    | 1 | Noora Laukkanen         | Finnország  | 1:11.39 |    |
| 8.    | 7 | Urtė Kazakevičiūtė      | Litvánia    | 1:11.63 |    |

## Fordítás
Ez a szócikk részben vagy egészben  a   Swimming at the 2010 Summer Youth Olympics – Girls' 100 metre breaststroke című angol Wikipédia-szócikk fordításán alapul.  Az eredeti cikk szerkesztőit annak laptörténete sorolja fel. Ez a jelzés csupán a megfogalmazás eredetét és a szerzői jogokat jelzi, nem szolgál a cikkben szereplő információk forrásmegjelöléseként.